# Société du roman policier de Saint-Pacôme
La Société du roman policier de Saint-Pacôme est un organisme sans but lucratif de Saint-Pacôme, dans le Bas-Saint-Laurent au Québec (Canada), qui organise plusieurs activités sur le thème des enquêtes policières et remet annuellement deux prix littéraires honorant des œuvres de fiction policière publiées en français dont le Prix Saint-Pacôme.

## Histoire et prix littéraires
La création de la société est liée aux efforts d'un groupe de citoyens de Saint-Pacôme désirant faire connaître la petite municipalité. Ce groupe de citoyens s'inspire du roman policier Le monstre de Saint-Pacôme de Jean-Pierre Davidts paru en 1997. Finalement, la Société est formée en mars 2001, à l'occasion du 150e anniversaire de fondation du village de Saint-Pacôme. L’événement littéraire voit le jour en 2002, et depuis lors, la société remet annuellement le Prix Saint-Pacôme du roman policier, doté d'une bourse de 3 000 $ CAD, à « l’auteur du meilleur roman policier québécois francophone publié »,. En août 2004, le Ministère de la Culture, des Communications et de la Condition féminine du Québec souligne le travail effectué par le festival littéraire afin de mieux faire connaître le roman policier comme genre littéraire auprès des lecteurs québécois.
Depuis 2007, la société organise un concours littéraire pour les auteurs amateurs de nouvelles policières du Québec. Les auteurs sont divisés en deux groupes d'âge, soit les catégories junior ouverts à tous les auteurs amateurs du Québec. Le Prix de la rivière Ouelle de la nouvelle policière récompense les trois auteurs de chacune des deux catégories dont les textes ont été jugés les plus méritoires. 
La Société a réussi à recruter des présidents d’honneur amateurs de polar, bien connus du public et capables de faire rayonner ses activités à travers le Québec. Depuis 2002, Chrystine Brouillet, André Gagnon, Michel Tremblay, Lise Dion, Pierre Maisonneuve, Ghislain Taschereau, Dany Turcotte, Jacques Lacoursière, Andrée Lachapelle, Michel Dumont, Gildor Roy et Rita Lafontaine se sont succédé à ce poste.  
Le dixième anniversaire de l'événement en 2011 a été souligné par le député de Kamouraska-Témiscouata, André Simard, à l'Assemblée nationale le 17 novembre 2011.

## Activités
Le festival a lieu annuellement à la fin septembre. Dans le but de faire connaître les auteurs et les spécialistes dans le domaine policier ainsi que pour financer ses prix littéraires, la société propose aussi diverses activités pendant le festival: conférences, galas, expositions de bandes dessinées policières et des rallye-enquête. 
Au fil des années, le rallye-enquête s'est tenu sous les thèmes suivants : 
- 2007 : Le Secret oublié : scénario original.
- 2005 : L’Affaire Cupidon : scénario original basé sur les dieux de l’Olympe.
- 2004 : L’Affaire Coffin : scénario basé de près sur la véritable affaire.
- 2003 : Jack l'Éventreur : scénario original autour du personnage réel.
- 2002 : Les Ponts du dernier soupir : scénario original autour d’attraits locaux.
- 2001 : L’Affaire Démétrius : scénario original.

Les conférences ont amené à Saint-Pacôme les auteurs Laurent Laplante, Michel Noreau et Solange Bergeron, les journalistes Michel Auger et Marc Pigeon, l’ethnologue Rose Dufour (sur la prostitution) ainsi que les policiers experts Gérald Séguin (sur les tueurs en série), Guy Ouellette (sur les Hells Angels), l’autre Guy Ouellette (sur les crimes sexuels), Jocelyne Caron (sur l’enquête au féminin), Jean-Pierre Duchaîne (sur l’ABC de l’enquête) et Robert Côté (sur le FLQ). 
En plus de deux pièces de théâtre policières qu’elle a contribué à présenter, la Société a organisé des soirées casino et des soupers meurtre et mystère, un débat sur la peine de mort, un symposium sur le roman policier. Enfin, chaque année, début octobre, le Prix Saint-Pacôme et les "prix de la rivière Ouelle" sont remis, sous l’égide du président d’honneur, lors d’un souper-gala auquel sont invités les trois auteurs finalistes retenus et leurs éditeurs.